# Parafia Opatrzności Bożej w Katowicach
Parafia Opatrzności Bożej w Katowicach Zawodziu – rzymskokatolicka parafia pod wezwaniem Opatrzności Bożej w Katowicach należąca do dekanatu Katowice-Śródmieście.

## Historia
Lokalia została utworzona na mocy dekretu biskupa Arkadiusza Lisieckiego w 1926 roku. Do kościoła zamówiono 4 dzwony o łącznej wadze około 4500kg. Samodzielna parafia została ostatecznie erygowana 20 grudnia 1957 roku.
Kościół wzniesiono według projektu Tadeusza Łobosa w latach 1930−1937. Budynek posiada asocjacje o charakterze historycznym.